# دریاچه قادسیه

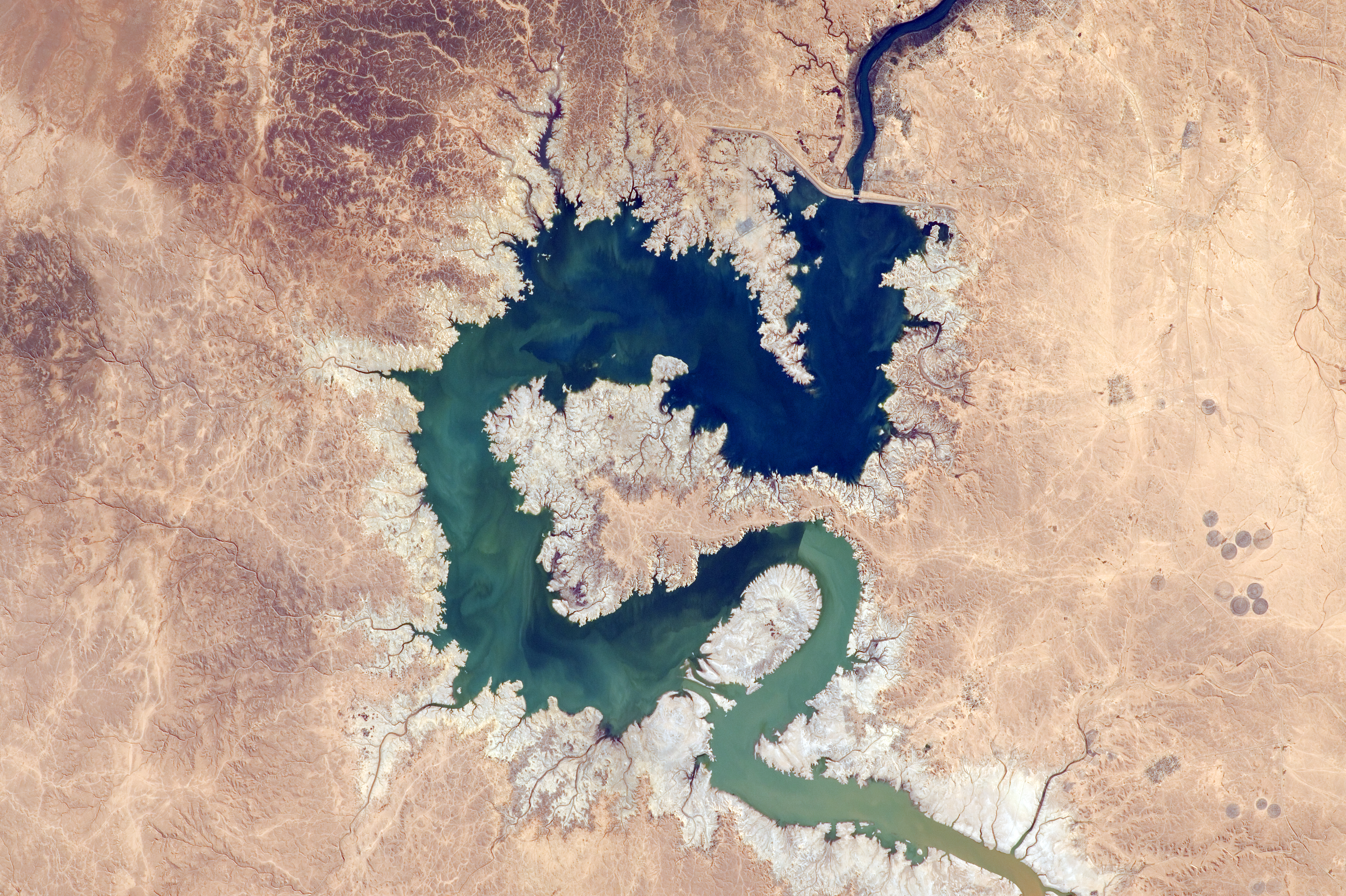

دریاچه سد حدیثه (عربی: بحیرة القادسیة) یا دریاچه قادسیه، مخزن سدی است در استان انبار در غرب عراق.